# Argent natif
L'argent natif est une espèce minérale naturelle, corps simple métallique, dense et rare de formule chimique Ag, correspondant à l'élément chimique argent noté Ag. L'argent appartient à la classe minéralogique des éléments natifs.
Il se présente le plus communément en masses parfois altérées dans les filons hydrothermaux polymétalliques. Ce minéral de cémentation, c'est-à-dire apparaissant là où la nappe phréatique se stabilise tout en favorisant sa minéralisation, est très rarement d'origine primaire, il apparaît parfois dans les surfaces de fissures des schistes noirs. Il peut se retrouver à l'état de grains ou de pépites dans certains placers fluviaux ou marins, actuels ou fossiles.
Ce métal natif est un des premiers métaux connus et utilisés par l'homme.

## Historique de la description et de l'appellation
L'histoire antique apporte la preuve de la connaissance millénaire de l'argent natif. La civilisation gréco-romaine nomme ce métal monétaire, en latin argentum, en grec "αργυροσ" arguros, terme signifiant (éclat) lumineux. La racine commune en sanskrit argunas signifie blanc, brillant et clair, blanc laiteux, ce que signifiait à l'origine l'adjectif argenté en s'appliquant à une couleur métallique. Cette polysémie du terme argent se retrouve en français avec la couleur argent et l'argent héraldique s'appliquant à tous les types de blanc brillant, au métal argent et ses alliages, ou le minéral argent étendu de façon abstraite à l'argent au sens populaire de monnaies ou de valeurs monétaires, sans que ces dernières contiennent une once d'argent ou n'aient de rapport avec le métal précieux. Notons que chez un grand nombre de peuples, ce métal et la couleur homonyme sont associés à la lune.
Outre le remarquable musée minier de Kongsberg en Norvège, les musées de Londres, de Paris... possèdent de remarquables spécimens, remontant souvent au XVIIIe siècle.
L'adjectif argental appliqué à un corps ou un matériau signifie qu'il contient de l'argent. Ainsi le mercure argental, l'or argental... signalent bien des alliages d'argent. Ce n'est pas le cas des vieux termes techniques, argentan et argenton, le premier un alliage CuNiZn variété de maillechort utilisé en orfèvrerie et le second plus cher CuNiSn.

## Cristallographie et cristallochimie
La maille de son système cristallin est cubique à faces centrées. Sa structure est celle d'un métal, empilement cubique de billes de cations Ag+ baignant dans une "mer de Fermi", constitué d'une organisation liante quantique d'électrons en bandes libres. La présence constatée par l'analyse d'électron libre et mobile explique les remarquables propriétés de conduction de la chaleur et de l'électricité.
La macle qu'il est possible d'observer sur les faces d'un cristal octaèdre est commune. Ceci explique les groupements et associations multiples de cristaux réticulés, générant constamment des angles à 60°.

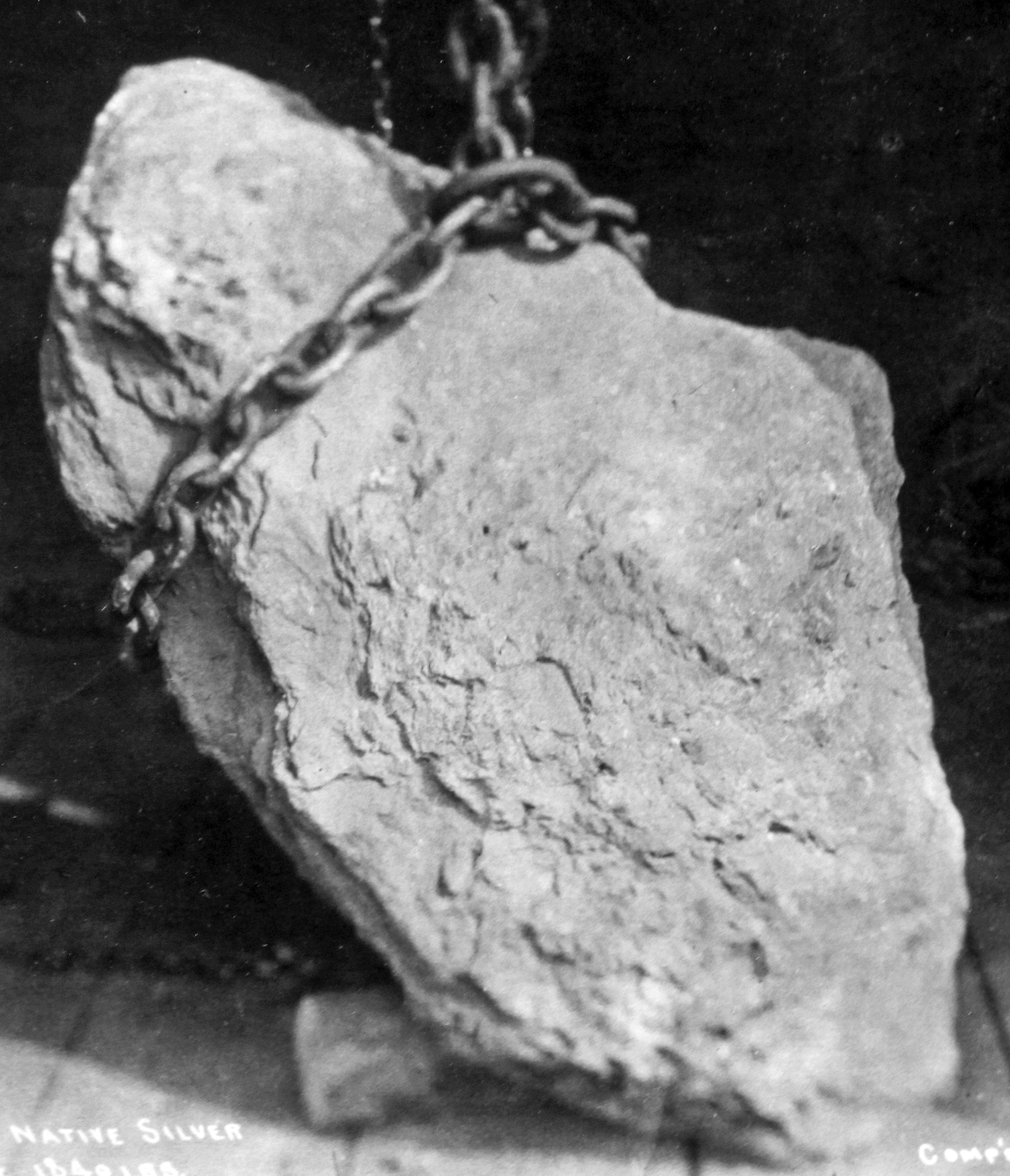
Bloc massif de 1840 livres (690 kg) d'argent natif, trouvé en 1894 à la mine d'argent Smuggler, District minier d'Aspen, Comté Pitkin, Colorado. Musée de Denver (Ag à 93 %).

Il existe de rares cristaux bien formés, cubiques ou octaédriques voire dodécaédriques, toujours petits, mais ils sont le plus souvent réticulés, arborescents ou dendritiques, à faces en escaliers, ou déformés par glissement. Il existe une multitude d'habitus ou faciès : longs fils plus ou moins enchevêtrés, bouclés, contorsionnés ou contournés, bandelettes et plaquettes, voire bandes et lamelles avec des extensions similaires, agrégats en boucles ou en torques, agrégats arborescents ou étoilés, agrégats détritiques ou squelettiformes, par exemple en arêtes de poissons, petites masses dentelées ou compactes, masses poreuses, masses testacées ou ramuleuses à extension impressionnante...
Prenons le cas des cristaux d'argent natif typique des mines de Mindouli, décrit par Alfred Lacroix. Les cristaux formés sur (111) et (110) possèdent des faces brillantes, mais creuses. Les lamelles correspondent à des groupements d'octaèdres à axes parallèles, aplatis sur (111). Il existe des géodes de dioptase remplies de cristaux dendritiques à faces courbes, réunis de manière lâche, branlante.

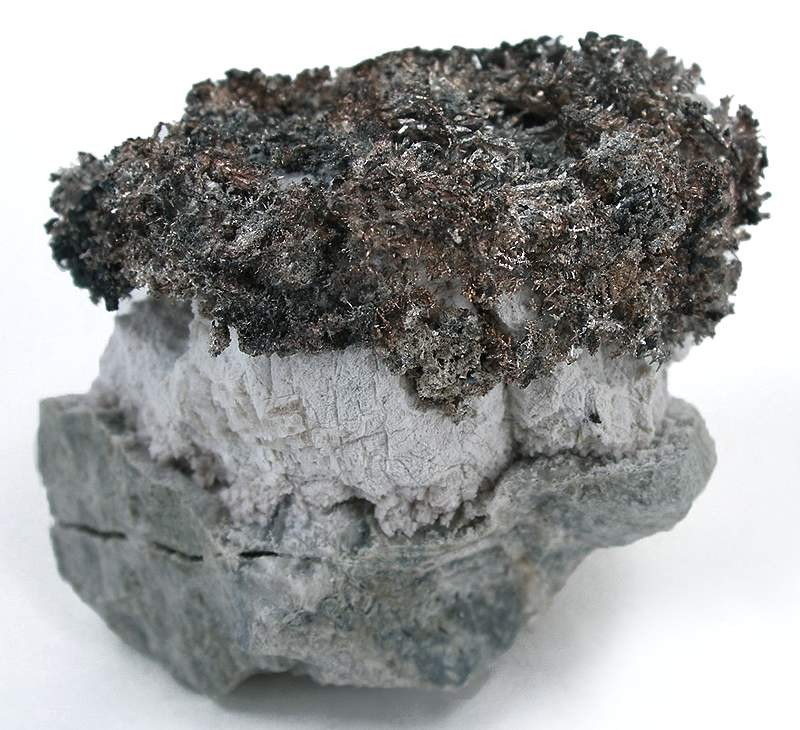
Cristaux demi-centimétriques accrochés sur calcite grisâtre, base grise transformé en pierre à chaux, mine Balcoll à Falset, Priorat, province de Tarragone en Catalogne.

Le minéral fait partie du groupe du cuivre, qui comprend en outre dans l'ordre les éléments natifs le cuivre natif, l'or natif, et le plomb natif, ainsi que la maldonite Au2Bi, un bismuthure d'or. L'argent natif se place à la dernière place de ce groupe ordonné.
Le minéral forme des solutions solides remarquables avec l'or et le platine-palladium.
Lorsque l'argent natif et le cuivre natif sont voisins dans un gisement, il est possible d'observer un alliage stable CuAg nommé halfbreed.

## Propriétés physiques et chimiques, toxicologie
L'argent natif, lourd de densité 10,5, très ductile et malléable, ne s'altère pas à l'air ou à l'oxygène. Il est assez stable sur un plan chimique. Il s'agit d'un métal précieux, excellent conducteur de la chaleur et de l'électricité. Ce métal natif, au toucher doux, figure parmi les meilleurs conducteurs naturels, c'est le plus ductile, le plus facilement pliable et le plus malléable après l'or natif. Il est aisément martelable en lame très mince.
L'argent fond par chauffage au rouge blanc. Au-delà, il bout puis se volatilise car la pression de vapeur de sa phase liquide est élevée. Soumis à refroidissement lent, la matière pure cristallise en pyramides quadrangulaires et en octaèdres.
Sa surface est oxydée par décharge électrique avec étincelles, flammes et éjections de matière microscopique avec formation d'un oxyde gris olivâtre ou se décompose plus insensiblement par la force électrochimique en poussière grise, puis en dispersion colloïdale qui colore bientôt en violet l'eau éclairée du milieu électrolytique.
Il n'est pas attaquable facilement par les bases fortes et acides forts, à l'exception notable de l'acide nitrique où il est soluble même à faible concentration à froid ou par l'acide sulfurique concentré à l'ébullition. En présence de soufre, d'air soufré (dispersion de particules colloïdales de S) ou de sulfures, l'argent noircit. Il brunit par exposition au gaz H2S ou aux vapeurs d'hydrogène sulfuré. C'est pourquoi l'usage de l'argent métal dans les contacts en circuit électronique ou d'électricité nécessite des alliages au nickel et au palladium.

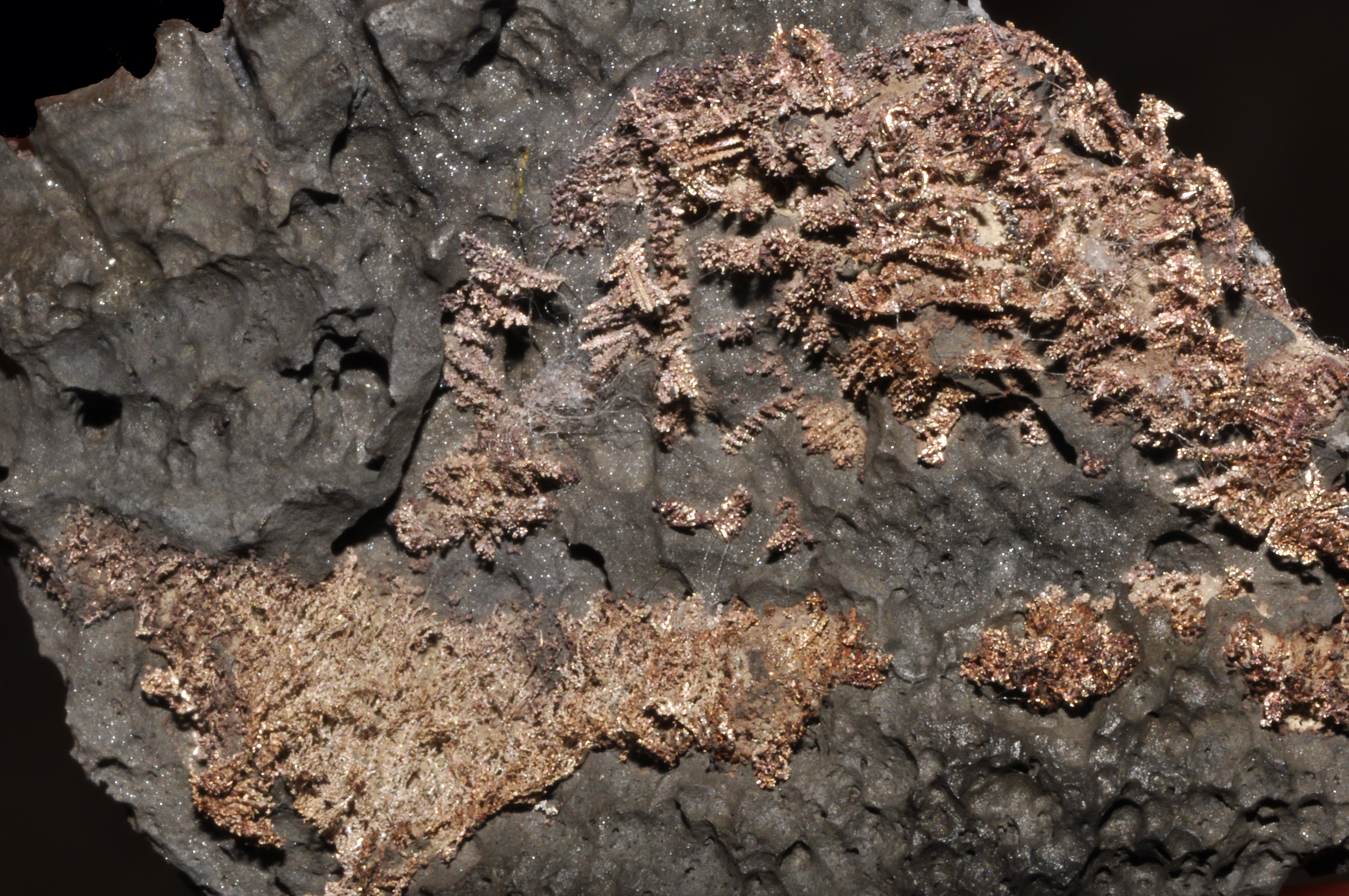
argent natif brunâtre mais toujours brillant, arsenic natif noirâtre, puits 371 du district Schlema-Hartenstein, Erzgebirge, Saxe (Grossissement sur 45 mm)

L'éclat métallique vif est perdu par traitement oxydant ou retrouvé par traitement réducteur faible. Lorsque l'argent natif a été très superficiellement oxydé, son éclat est terne et sa couleur vire au gris, voire au noir terne. S'il s'altère ainsi fréquemment en surface, une simple rayure dévoile la couleur blanche métallique.
Très pur, l'argent a une surface blanche et brillante. Il peut recevoir un magnifique poli. Les glycochimistes ne lui attribuaient ni odeur ni saveur par les touchers de langue sec ou humide.

### Analyse, distinction
Ses principales impuretés sont à base de Au, Hg, Cu, Sb, Bi, Sb, As.
Il prend des teintes jaunâtres, verdâtres ou brunes quand il s'allie au cuivre, au fer, au mercure et à l'or.
Il existe des alliages ou solutions solides continues avec l'or Au, le mercure Hg, le cuivre Cu...

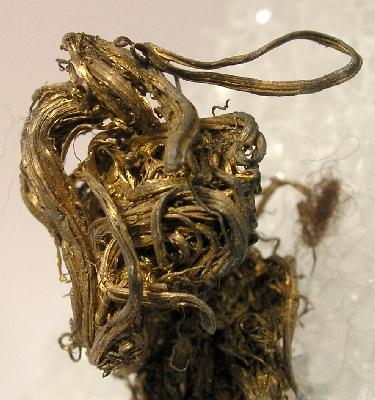
Argent natif en paquet de fil torsadé, Chañarcillo, Province de Copiapó, désert d'Atacama, Chili.

L'électrum aurifère (Au, Ag) est composé au minimum de 50 % en masse d'argent et au maximum de 3 à 50 % d'or. Il existe une série isomorphe avec l'or natif.
L'amalgame désigne une variante d'argent associée à du mercure en quantité non négligeable.
L'arquerite, la kongsbergite et la bordosite nomment quelques-unes de ses variétés.
Notons qu'il existe des alliages argent mercure reconnus espèces minérales : eugénite Ag11Hg2, la luanhéite Ag3Hg hexagonale, la schachnérite Ag1.1Hg0.9, la paraschachnérite Ag3Hg2, la moschellandsbergite Ag2Hg3. Notez que la kongsbergite, alliage de formule approchée AgxHg1-x avec x supérieur à 0,9 ou 90 %, est considérée par l'IMA comme une variété d'argent natif.
Concernant l'antimoine, outre l'allargentum Ag(1-x) Sbx, nommons la dyscrasite (1-x) Ag3Sb, un alliage qui contient environ 25 % d'antimoine. Il existe des associations intimes avec l'arsenic.

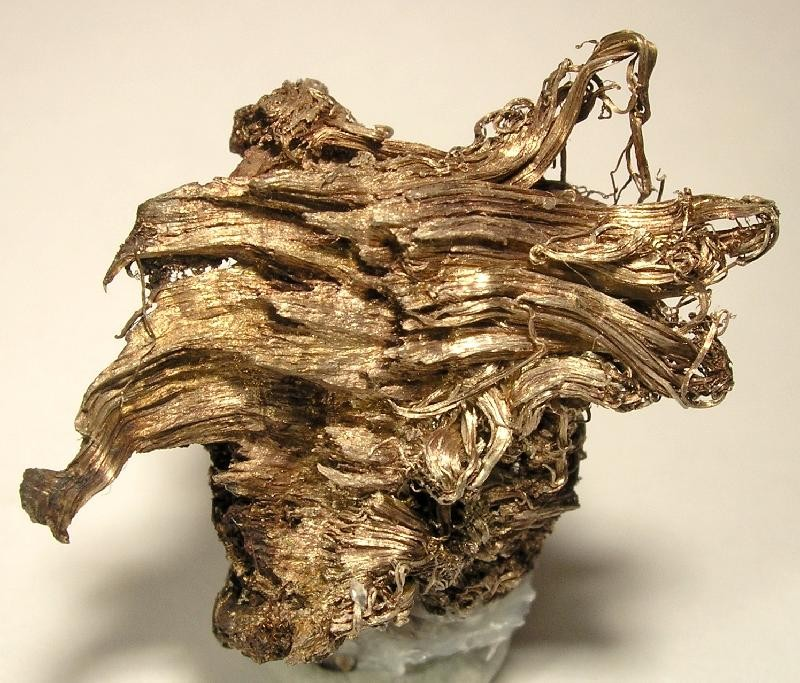
Argent natif riche en cuivre, mine Mololoa, Municipio de Hostotipaquillo, Jalisco, Mexique.

Il est possible de le distinguer de minéraux semblables qui sont des voisins ou ses compagnons de paragenèse.
La galène et les divers minéraux gris argent du cortège des sulfures sont souvent non martelables en feuilles minces. L'acanthite laisse un trait sombre.
L'argent se caractérise par une trace blanc argenté, une couleur blanc argenté à l'état frais, une densité élevée.
Il se distingue du platine par sa dureté plus élevée, sa densité plus faible, sa fusion plus facile ou son altérabilité plus aisée.
Les lames polies de roches à inclusions microscopiques d'argent natif permettent d'observer couleur et reflet métallique de ce métal, à l'instar des coupes en faciès massif d'argent natif.

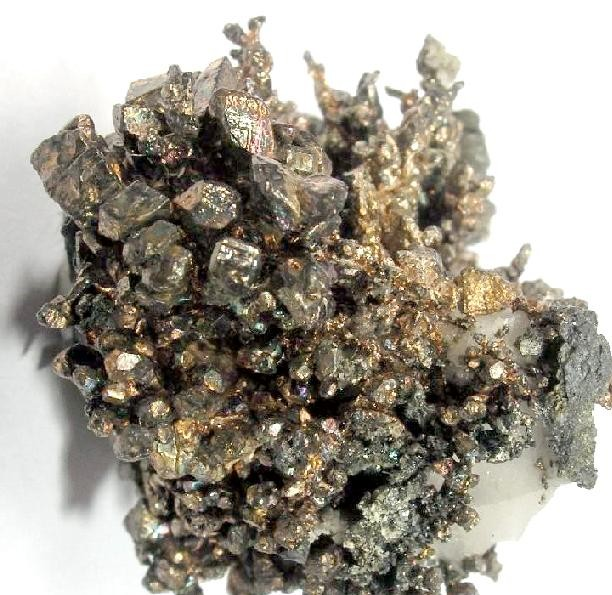
Agrégat de cristaux cubiques, Mine Quincy, Hancock, comté de Houghton, Michigan. Taille

## Gîtologie, occurrences et gisements
Prépondérant de manière secondaire selon le minéralogiste italien Annibale Mottana, il se forme par réduction de sulfures, principalement à la partie basse des chapeaux des gîtes de plomb, zinc, argent associés. Voilà un minéral secondaire typique des zones d'oxydation au sein des gisements à galènes argentifères. Il s'agit d'ailleurs de la principale forme d'argent incluse dans la galène argentifère, le plus communément sous forme de particules ou d'agglomérats de taille microscopique. L'oxydation puis l'enlèvement de la galène PbS laisse des micro-particules ternies. Mais parfois leurs purifications réductrices puis leurs agglomérations peuvent s'opérer, impliquant la genèse de filaments arborescents, d'agrégats ramifiés ou détritiques, de masses ramuleuses...
L'argent natif se présente en filons spécifiques, placé à côté ou à la suite de filons aurifères, par exemple au sein de masses de barytine, parfois veinées de minces fils d'argyrite à Bétankiloatra, région malgache d'Andavakoera. Dans ce cas précis, les filons d'argent apparaissent dans la barytine lamellaire, soit en structures ramuleuses (rameaux assez étendus pouvant être mis en forme en masses compactes de l'ordre du demi-kilogramme), ou encore en assemblage de cristaux formés de groupes d'octaèdres empilés.
L'origine primaire peut être observée dans les filons hydrothermaux spécifiques, soit de basses températures où il est associé à la calcite, soit de hautes températures associées à des sulfures de nickel et de cobalt, en particulier avec la pechblende. C'est un minéral primaire des filons mésothermaux et épithermaux à nickel, cobalt et bismuth. Il est ici associé à l'argentite, à la calcite ou à divers sulfures et arséniures de Ni, Co, Bi. Il est alors fréquemment associé au cuivre natif.
Des roches des mines de Mindouli au Congo démontrent la présence d'argent natif dans la calcite et la dioptase. Le métal natif, associé à la malachite qu'il moule et compresse, semble s'insinuer en lames minces dans les fentes de la chalcosite, environnées de calcaires et de grès, parfois avec de la barytine.

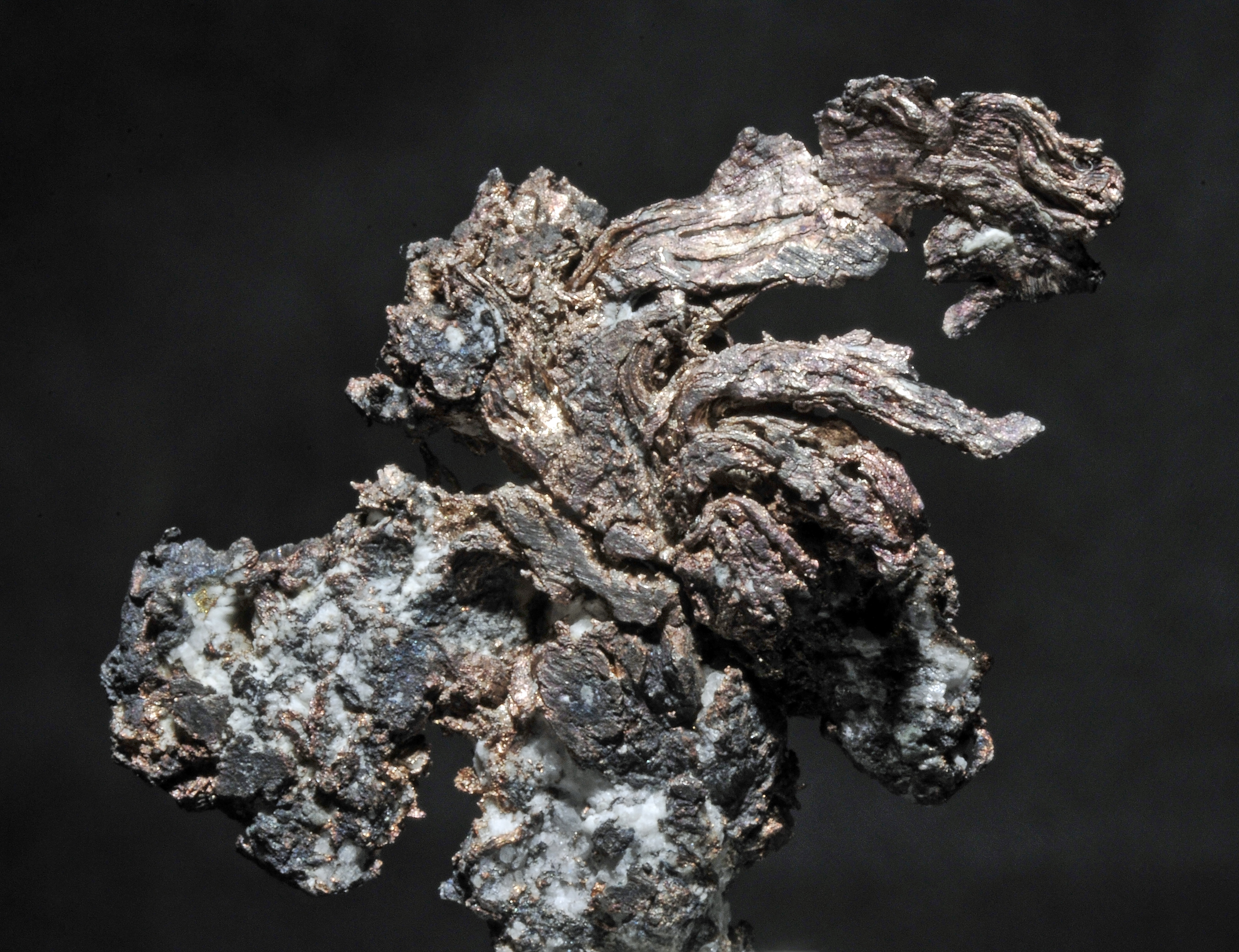
Assemblage cristallin d'argent natif, mine de Batopilas à Andres del Rio, Municipalité de Batopilas, Chihuahua, Mexique

Les mines de Batopilas (Chihuahua) (en) au Mexique ont livré des alliages d'argent et de cuivre, notamment de halfbreed témoignant de la genèse simultanée de cuivre natif et d'argent natif. Même un grand nombre de filons d'argent natif de Sainte-Marie aux Mines est associé à la chalcopyrite.

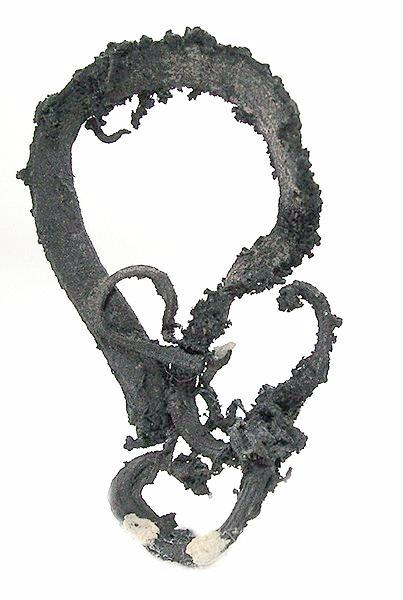
Boucle d'argent natif avec restant de gangue calciteuse avec extension dendritique (taille), mine de cuivre argentifère de l'oblast de Dzhezkazgan, Kazakhstan.

Les blocs dépassant la centaine de kg voire la demi-tonne ont été attestés, sur des sites miniers de Sainte-Marie-aux-Mines ou au voisinage du Kongsberg. Un gros bloc a été estimé à 380 kg à Aspen, ancien centre minier du Colorado depuis 1878.
Les plus belles formations filaires ou filiformes, filamenteuses ou dendritiques, ramuleuses ou compactes cristallisées peuvent être observées grâce à l'exceptionnelle collection du musée minéralogique de la mine d'argent de Kongsberg, mais aussi avec les échantillons de la mine saxonne de Freiberg ou de San Luis Potosi au Mexique. Les dendrites d'argent natif, appréciées des collectionneurs, peuvent provenir des mines de Charñacillo au Chili.
Au Kongsberg, l'argent natif est associé au carbonate de calcium, à la fluorine... En Sibérie, dans l'ancienne mine Schlangenberg, il est associé au sulfate de baryum ou barytine.
À Rafialotkana, à l'est d'Ankavandra, l'argent natif sous forme de plaques occupe des fentes des veinules de smaltite accompagnée de roche diabase, avec parfois des gangues calcaires. L'argent natif, précise Alfred Lacroix, est le plus souvent au contact de la diabase, mais aussi au sein de la smaltite avec sa gangue calcaire.
Minéraux associés : métaux natifs, arsenic natif, smaltite, stéphanite, sulfures (argentite ou acanthite, galène, malachite, chalcosite, chalcopyrite...), calcite, fluorine, barytine, dioptase, quartz, argile ferrugineuse, cérusite (en zone d'oxydation)

### Gisements relativement abondants ou caractéristiques

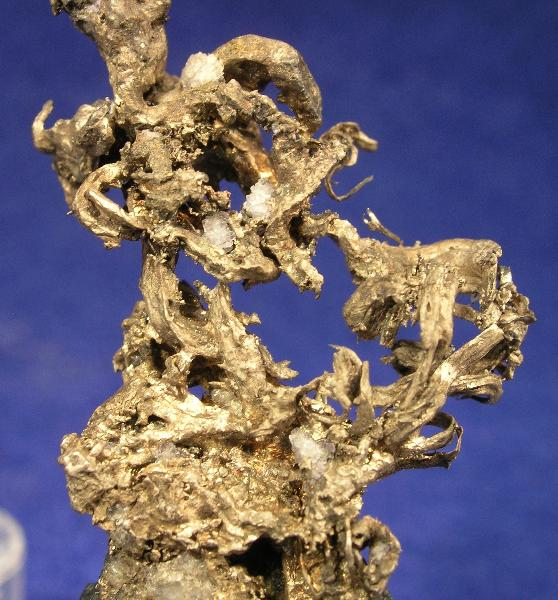
Argent natif à structure filaire déployée, mine de Kongsberg, Buskerud, Norvège. Taille

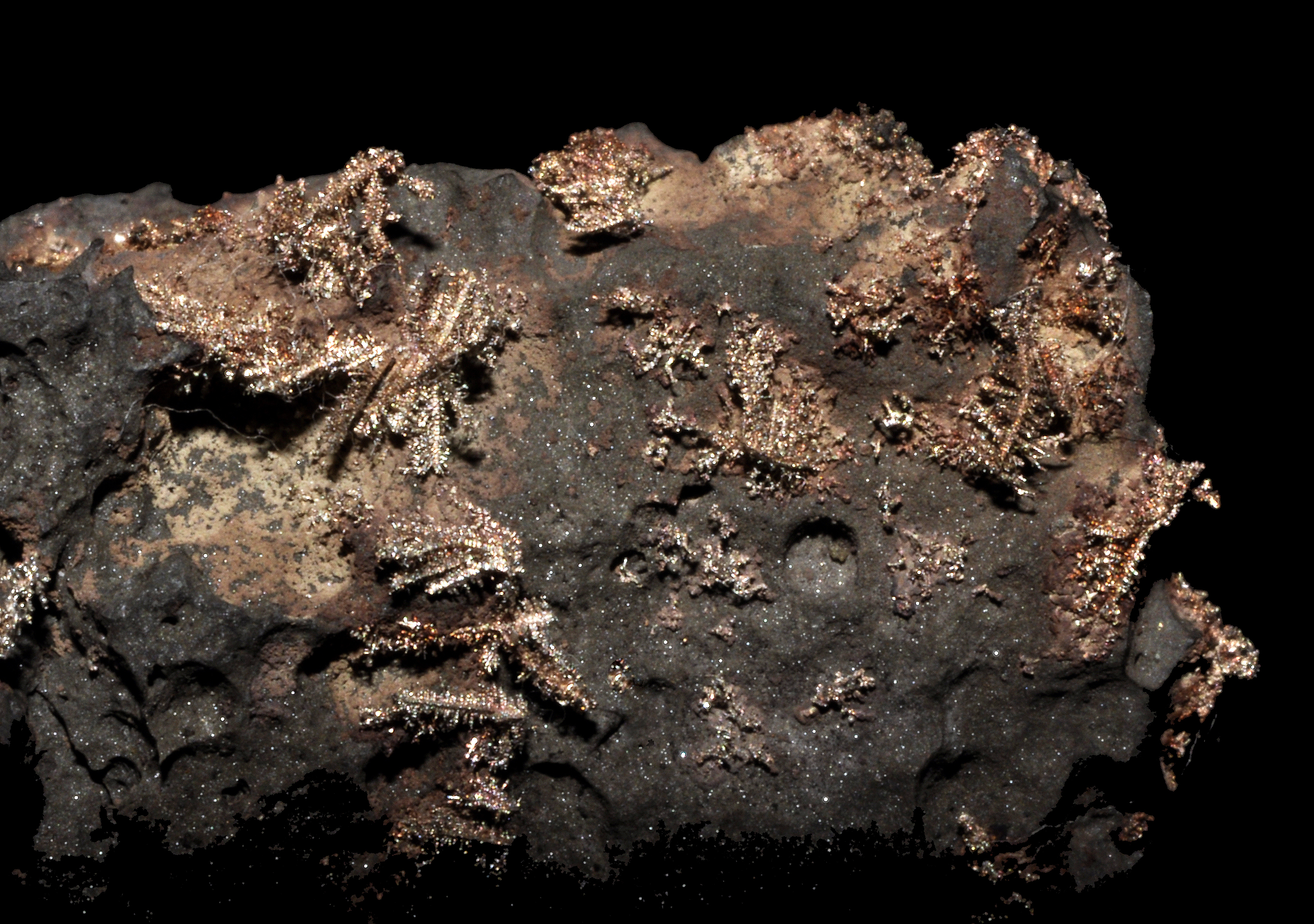
argent natif à éclat métallique brillant et arsenic natif noirâtre sur gangue, puits 371, du district minier Schlema-Hartenstein, Erzgebirge, Saxe (échantillon de 45 mm)

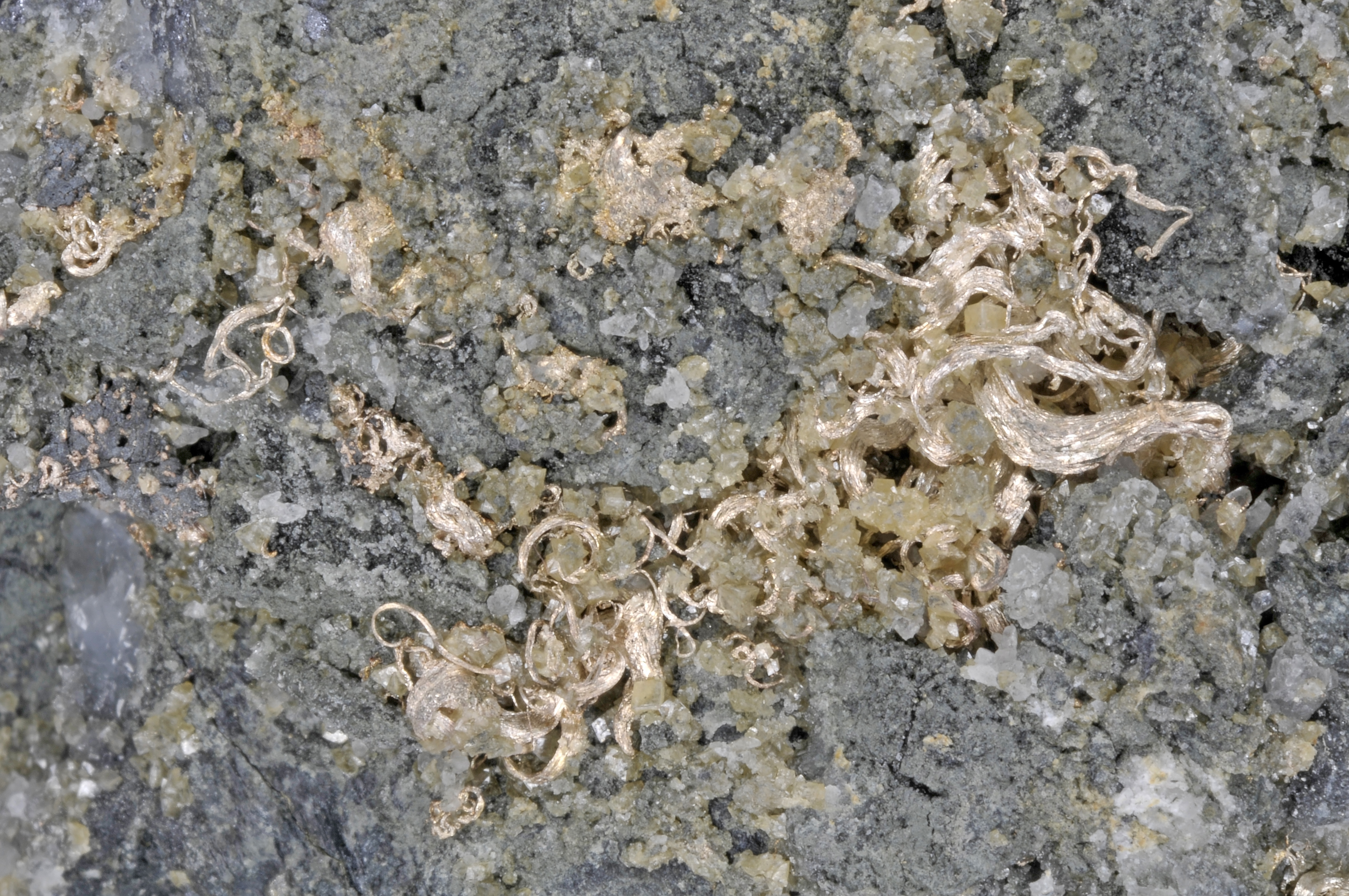
Argent natif, filaments et masse poreuse (?), Mine Tongbai, préfecture de Nanyang, province du Henan, Chine.

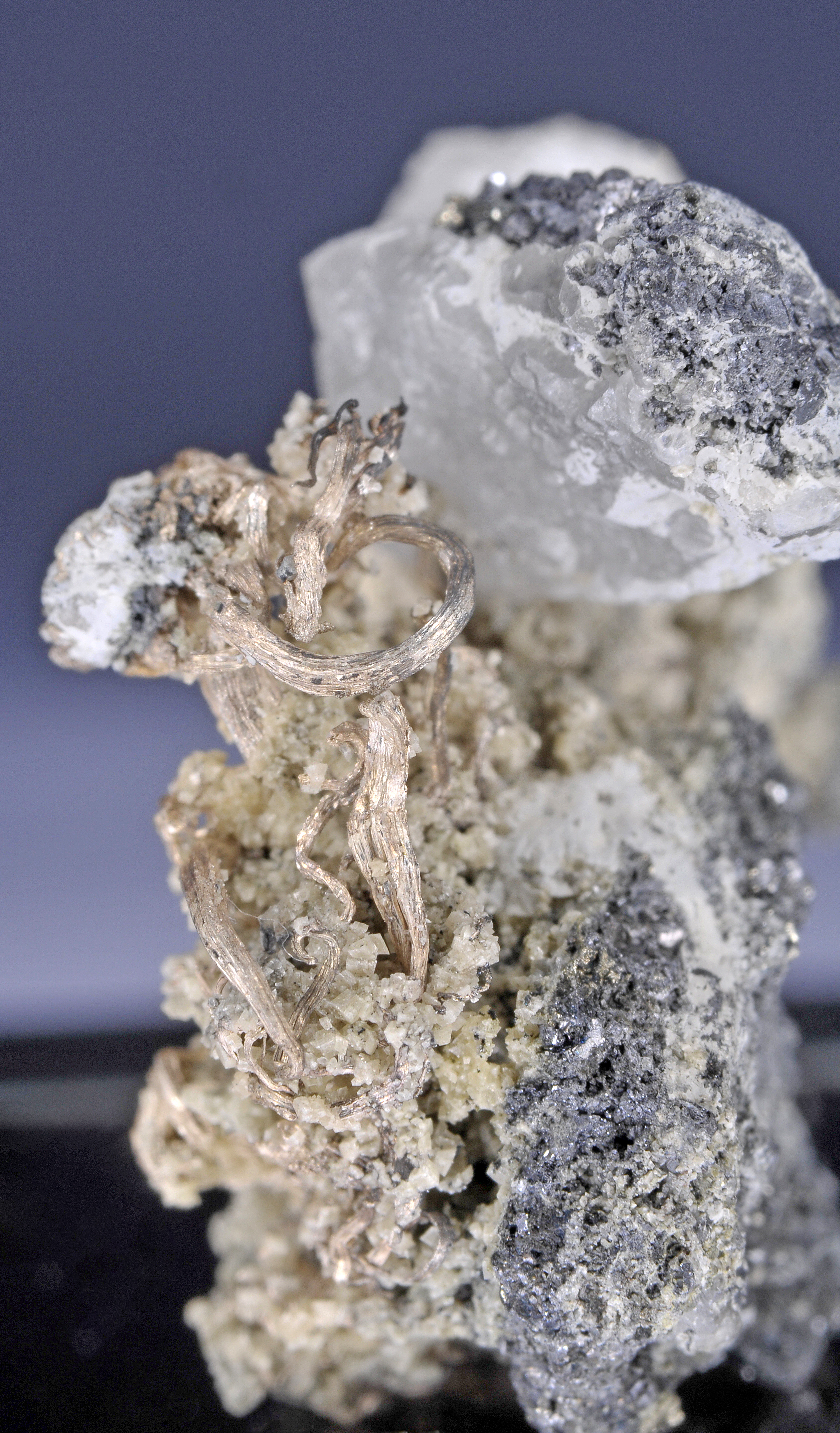
Fil d'argent natif sinueux en relief sur calcite, mine de Tongbai, Champ aurifère Weishancheng, préfecture Nanyang, province du Henan, Chine (taille millimétrique)

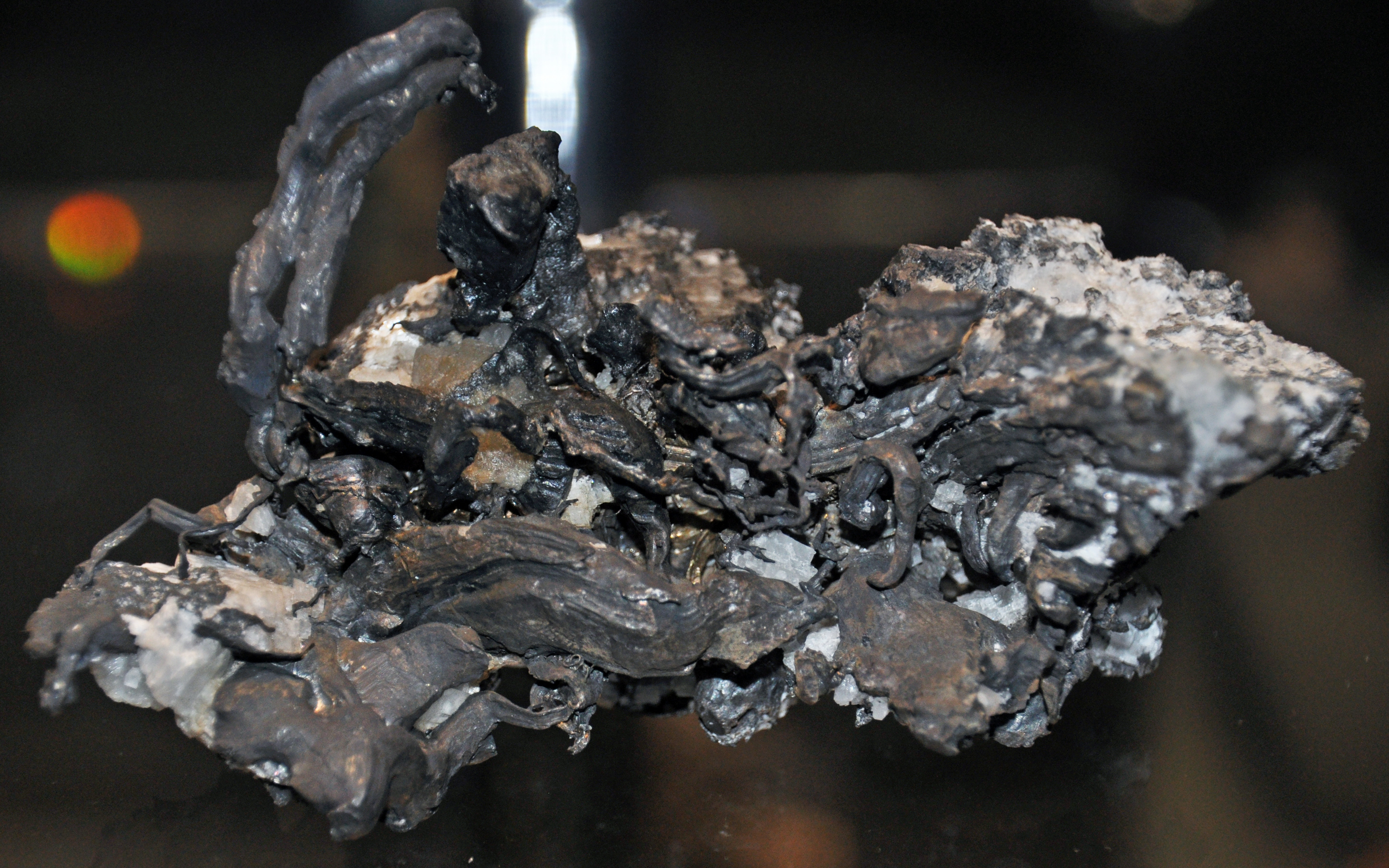
Argent natif de Norvège terni ou oxydé, Musée Carnegie d'Histoire naturelle, Pittsburgh, Pennsylvanie

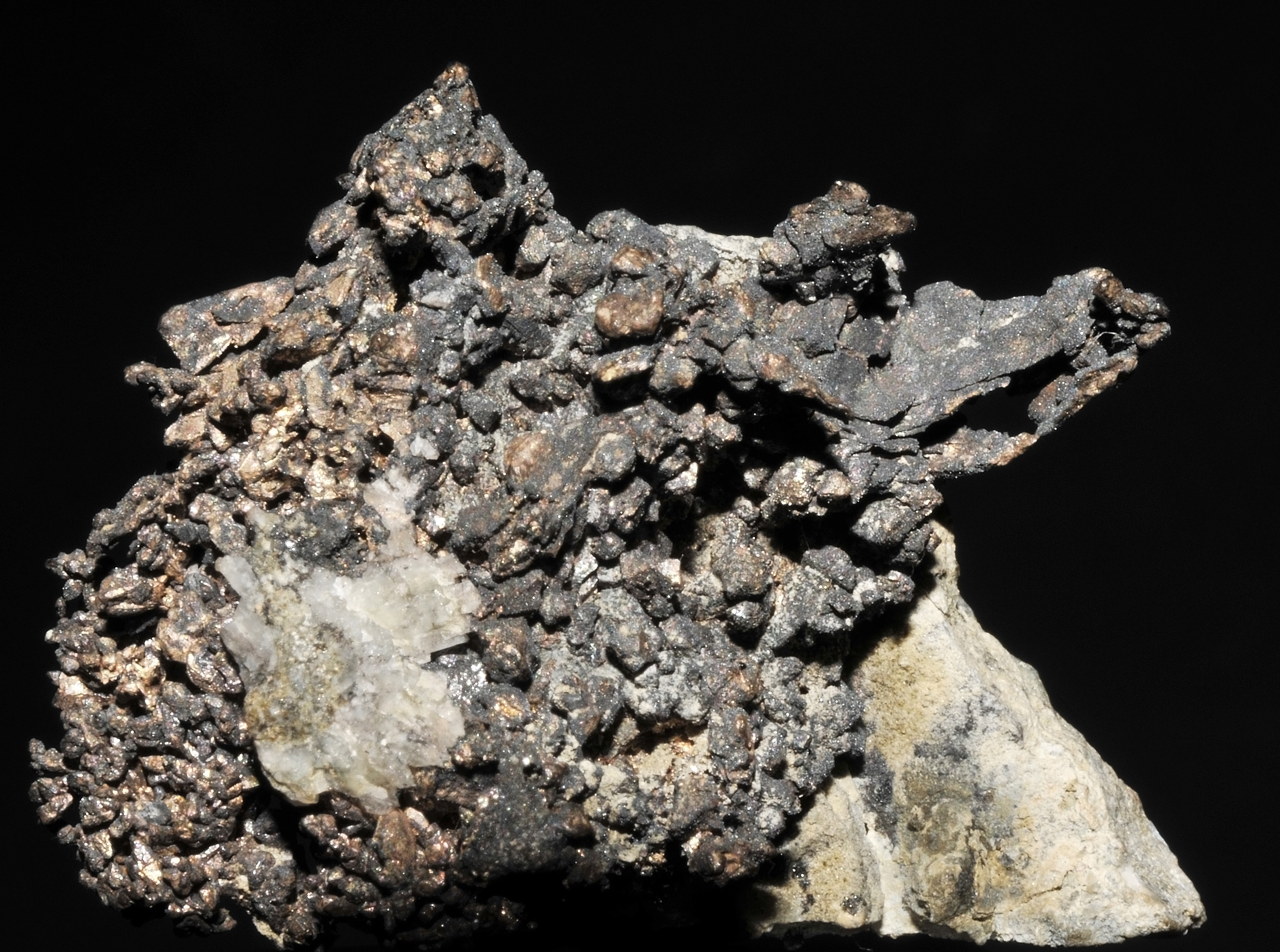
Masses testacées d'argent natif, mine principale du district Imiter, Djebel Saghro, province d'Ouarzazate, région de Souss-Massa-Draâ, Maroc

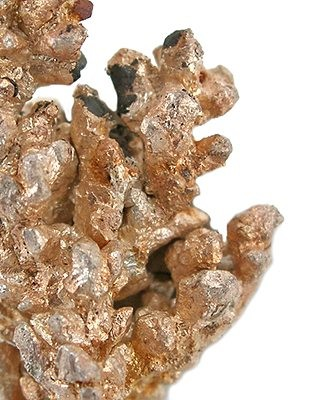
Argent natif testacé, mine de White Pine, comté Ontonagon, Michigan (Taille :)

- Afrique du Sud
- Allemagne

Freiberg
Andreaberg
Aue,
Mansfeld
Wittichen et mine saint Wenceslas, Wolfach, en Souabe
- Argentine
- Arménie
- Australie

Broken Hills
- Autriche
- Brésil

- Bolivie

Cobrizos
Huanchaca
- Bulgarie
- Canada

Mine Cobalt, Ontario (association avec le cuivre natif du lac Supérieur)
- Chili

Charñacillo
Copiapo
- Chine

- Colombie
- Équateur
- Espagne

Cazalla, Guadalcanal
- États-Unis

Red Beds, en particulier Aspen, Colorado
Idaho
Hancock, Michigan
Montana
- Éthiopie
- Finlande

- France

Mine de Challanches, Allemont
Sainte-Marie-aux-Mines (spécimens ramuleux)
au voisinage des chaos d'Huelgoat, Bretagne
- Grande-Bretagne
- Guinée
- Indonésie
- Irlande
- Italie

Mine de Libiola, Ligurie (délicates lamelles avec le chrysocolle)
Sarrabus, Sardaigne
- Japon
- Madagascar

Bétankiloatra, région d'Andavakoéra
Rafialotkana, à l'est d'Ankavandra
- Mexique

Zacatecas,
Valenciana,
Mines de Batopilas (Ag et AgCu)

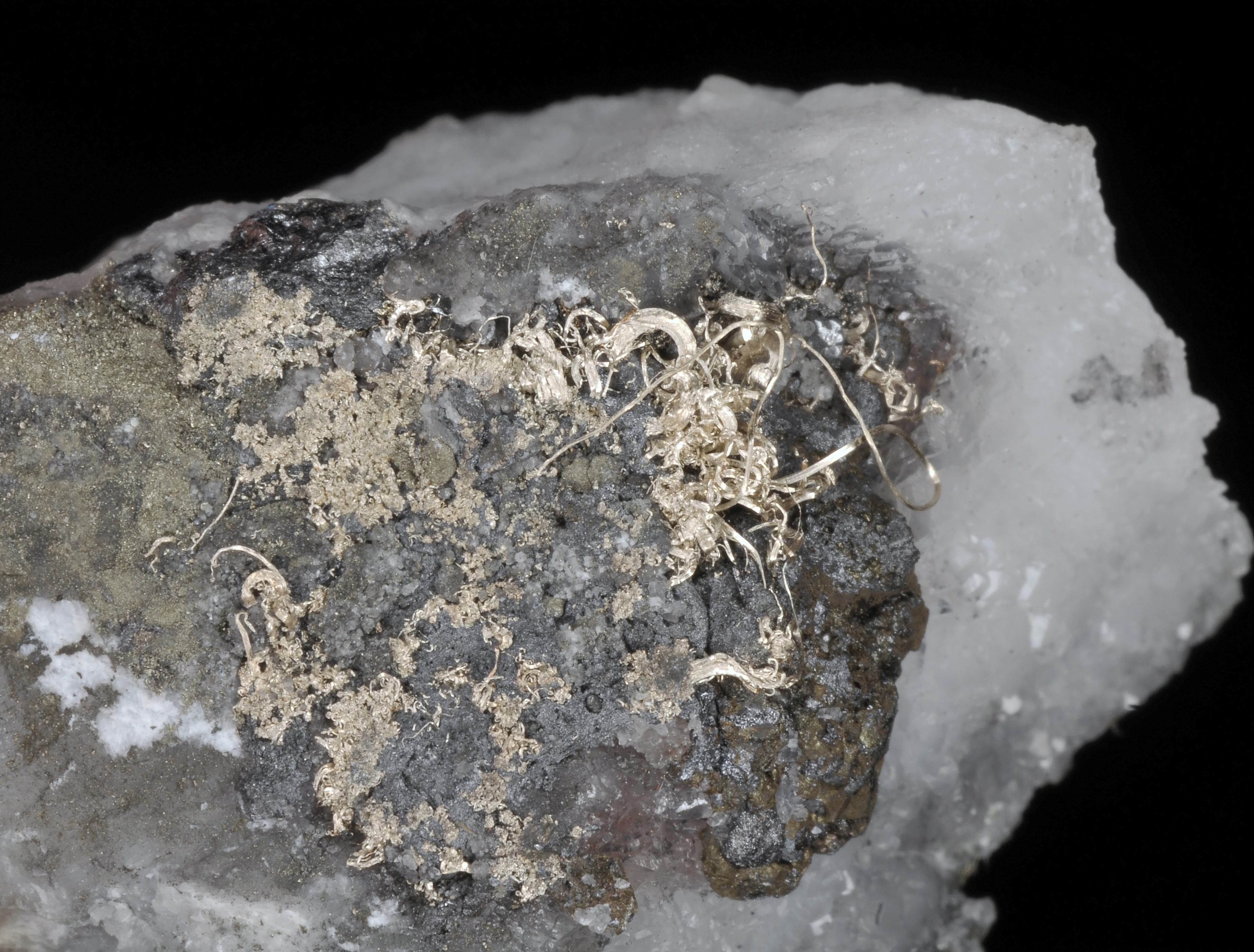
Encroûtement et petite masse filaire d'argent natif jaune brillant sur arsenic noirâtre(?) et calcite translucide (?), mine Huantajalla, zone de Uchucchacua, province Oyon, département de Lima au Pérou

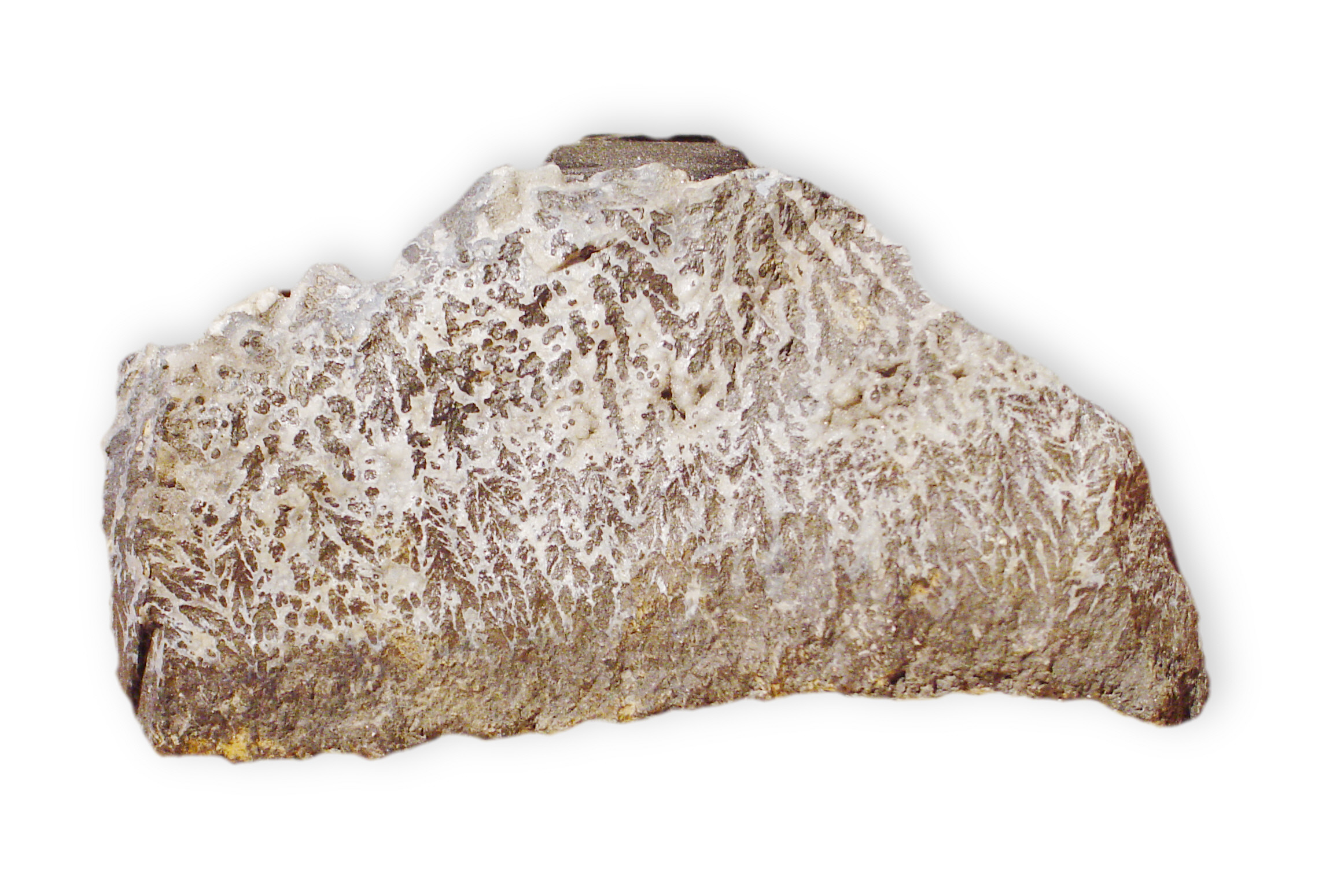
Argent (natif ?) dentritique sur gangue.

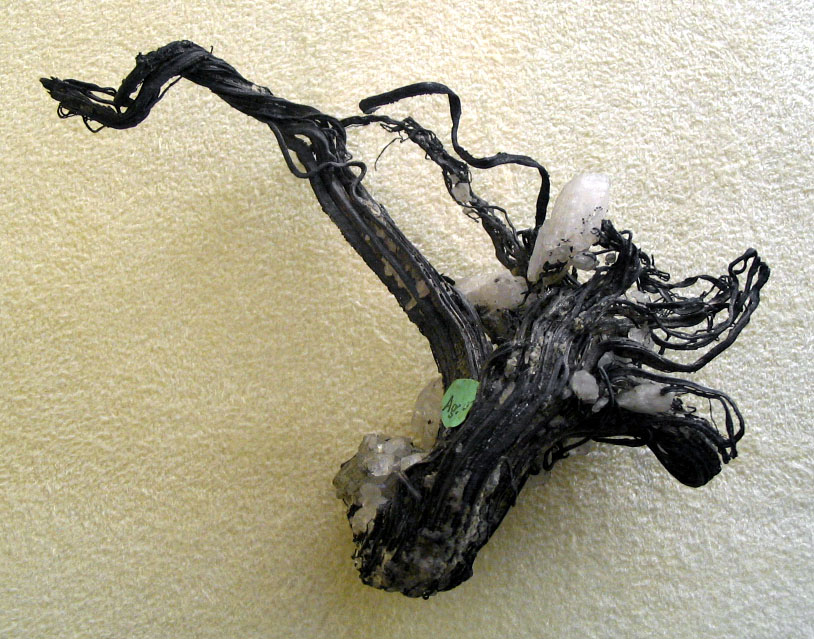
Argent natif filaire et ramuleux, terne et oxydé en surface, encore accroché à la calcite, originaire de la mine de Kongsberg en Norvège, Musée d'Histoire Naturelle de Londres.

Mine Peregrina, Guanajuato
- Mongolie
- Myanmar
- Niger
- Norvège

Kongsberg
- Nouvelle-Zélande

- Papouasie-Nouvelle-Guinée
- Pérou
- Philippines
- Pologne
- Portugal
- Roumanie

Versepatak, Transylvanie
- Royaume-Uni
- Russie

Schlangenberg, Sibérie
- Sierra Leone
- Slovaquie
- Suisse
- Turquie
- Tchéquie

Jachymov
- Zimbabwe
- Zaïre

### Exploitation minière
Notons que ce métal natif, autrefois exploité comme minéral de base, ne l'est plus du tout, par l'industrie minière. La production minière abondante de la zone mexicaine de Guanajuato a pu être estimée à 500 milliards de francs or depuis les extractions d'argent natif du XVIe siècle jusqu'au début du XXe siècle.
Au début des années 1990, le Mexique est encore le premier producteur mondial d'argent, grâce en particulier à la mine de Texco, apparemment exploitée depuis 1500 ou encore le groupe minier (originaire de) Fresnillo. Les autres grandes mines productrices sont au Pérou et dans les grands pays miniers que sont les États-Unis, le Canada et l'Australie.

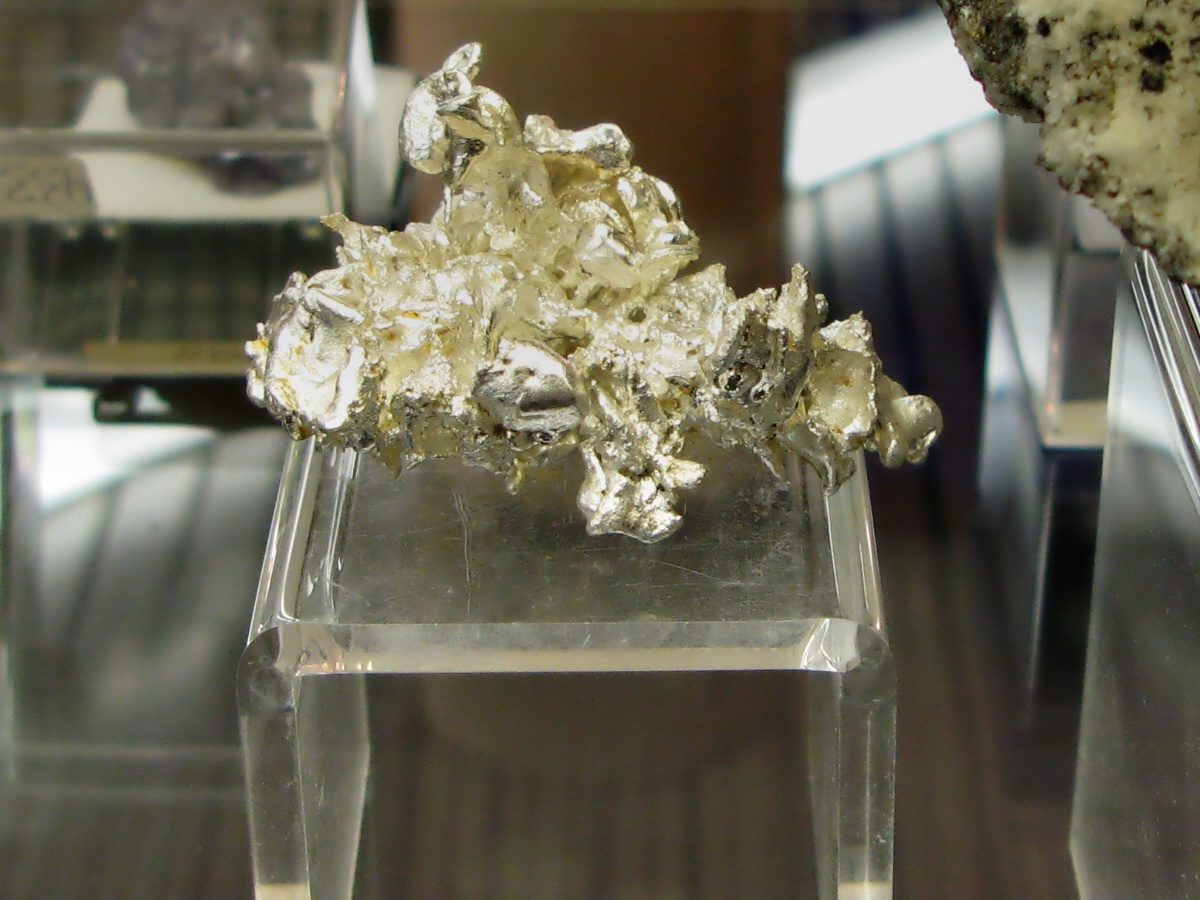
argent natif restant après décapage de la gangue de calcite englobante, mine Hua Gans Hui, province Liaoning en Chine (argent quasiment pur)

## Usages

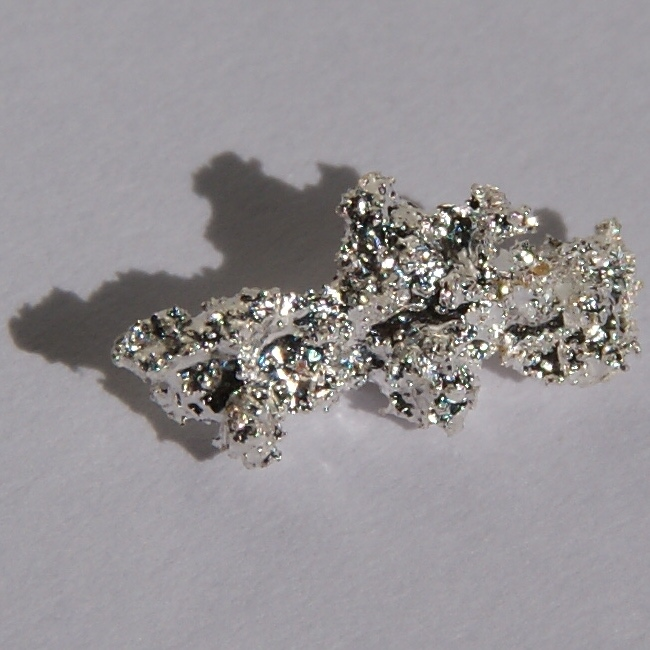
Petite masse ramuleuse d'argent natif à relief dentritique, nettoyée ou pépite artificielle ?

L'argent natif est un excellent conducteur électrique et thermique. L'essor de la demande industrielle est spectaculaire dans les années 1960. Les fils électriques pour circuits électriques et les montages électroniques en expliquent une large part.
Il s'agit d'un métal précieux utilisé en joaillerie, soit pur soit en alliage avec l'or, en électricité ou électronique ou encore en argenterie pour les luxueux objets d'ornements, de décoration ou de table, voire pour la frappe de monnaie ou de médailles en alliage avec des métaux qui le durcissent. Comme l'argent est souvent trop tendre, des alliages avec des métaux renforçateurs, comme le cuivre déjà utilisé à hauteur de 7 à 9 % en masse dans les monnaies anciennes, sont employés depuis l'Antiquité.
Les bains d'argent fondu permettent de fabriquer des miroirs de haute qualité depuis l'époque moderne.
Les composés de l'élément Ag peuvent être des produits chimiques photo-actifs (industrie des films ou de noircissement réversibles des verres par exposition à la lumière). La photographie argentique peut encore représenter 60 % en masse de son usage.
Sous certaines dispositions de grande surface spécifique, l'argent Ag0 est un catalyseur, par exemple pour l'obtention d'oxyde d'éthylène (monomère des résines époxy) à partir d'éthylène.
Pour les minéralogistes, il s'agit d'un minéral de collection apprécié et recherché. Néanmoins, il faut signaler une importante fraude d'échantillons, n'importe quel apprenti chimiste sans scrupule pouvant créer des fils artificiels d'argent échevelés et les fixer en artiste sur un morceau de gangue attesté par un papier d'authenticité.
N'oublions pas l'usage ancien de l'argent natif en thérapeutique, aujourd'hui admis en homéopathie, fabriqué notamment à partir de dispersions colloïdales et employé par ingestion de granules ou en ampoules buvables. L'argent colloïdal, micro- à nanoparticules facilement dispersables dans l'eau, est considéré comme un antiseptique et un désinfectant. Il est également connu dans la pratique ancienne sous l'appellation de collargol. L'argent pouvait être administré à doses mesurées sous forme de granules ou de fines lamelles de couleur vert foncé à noir bleuté, doté toujours du brillant métallique caractéristique. Il était considéré comme un antibiotique local puissant.

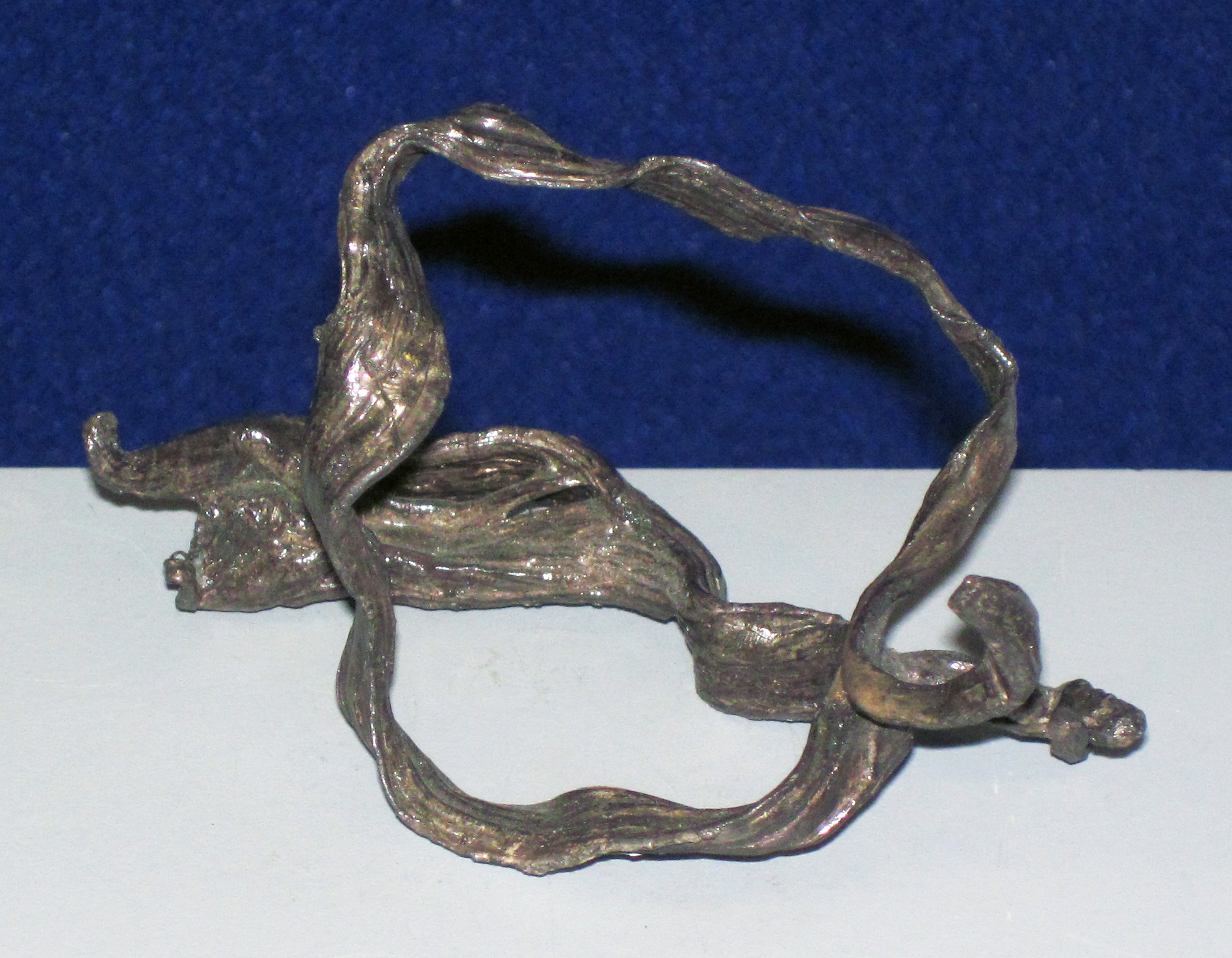
Le piège à ours, volute d'épais ruban d'argent natif norvégien au musée de l'institut Cranbrook, Bloomfield Hills, Michigan

### Histoire de son usage
L'argent natif était autrefois une source de métal Ag, il possédait alors un réel intérêt commercial. L'argent n'est actuellement que le sous-produit du raffinage des minerais de Pb, Cu et Zn.
Les ornements en argent sont communs dans les tombeaux il y a 6000 ans. Les premières mines connues en Cappadoce et en Anatolie remontent également vers 4000 avant J.-C. à l'époque pré-hittite. Divers bijoux sont attestés, ancêtres des bagues précieuses égyptiennes avec incrustations de pierres précieuses. L'argent est parfaitement travaillé avec martelage raffiné par les artisans aztèques, pendentifs ouvragés à l'appui.
Après l'or, la frappe de l'argent en pièces rondes se diffuse et se généralise dans le monde méditerranéen et ses abords après 550 avant J.-C.
Il s'agit d'un métal étalon monétaire pendant presque trois millénaires. Ainsi, le marc ou Mark d'argent fin de douze deniers, le denier formé de douze grains, sont à la fois des poids (exprimé en livre correspondant à l'origine à la livre monétaire d'argent) et des titres, donc en pratique des unités de mesure de base, de ce métal monétaire. Si le denier d'argent est emblématique de l'histoire de monnaie d'argent de l'Empire Romain et des (petites) principautés médiévales, il existe pléthore de pièces de monnaie anciennes à base d'argent, à commencer par la piastre et le real, le thaler/dollar, le kreuzer, l'akçe et le rixdale, le gros, le gros de Tours ou gros pragois, et le teston, le sceat, le miliarense ou la silique, l'antoninien, le sesterce et le quinaire romain, la drachme ou la statère grecque, le sicle perse devenu shekel en hébreu...
L'argenterie ancienne, maîtrisée par l'argentier, consistait à appliquer sur une surface métallique ou autre, une fine feuille ou pellicule d'argent. L'essor de l'électrochimie a modifié le métier.

### Symboliques et mythologies
Le blanc d'argent ou blanc brillant est souvent associé à la Lune divinisée, porteuse de la pureté et de la sagesse. Accessoirement, à la féminité au terme du parcours terrestre. Dans un grand nombre de mythologies européennes, l'âme d'un être vivant est reliée à son corps par un fil d'argent imaginaire, rompu à la mort.
L'or et l'argent, métaux précieux, sont des attributs typiques de la royauté ou du pouvoir régalien. En témoigne le bras en argent du roi celte Nuada, confectionné par le guérisseur Dian Cècht. Les formes bouclées, dont celle des bandages et du torque de virilité, trouveraient leur origine par l'aspect concret de l'argent natif.
La magie blanche a conservé des propriétés aussi miraculeuses qu'imaginaires à l'argent, ainsi la balle d'argent censée annihiler peurs, hantises ou êtres mythiques. Ce qui transparaît via les jeux de rôles fantastiques, entremêlant les croyances aux êtres imaginaires, dans les marches d'argent.

## Citation ou expression
- Benjamin Franklin : Le génie sans éducation reste comme l'argent oublié au plus profond de la mine